# TKh101
TKh101 – polskie oznaczenie na PKP parowozów-tendrzaków manewrowych bawarskich serii D II i R 3/3, produkowanych w latach 1897–1913.

## Historia
Począwszy od 1897 roku monachijskie fabryki Krauss i Maffei produkowały dla Królewskich Państwowych Kolei Bawarskich serię tendrzaków o układzie osi C, początkowo zaliczonych na kolei do serii D II. Lokomotywy te budowano na przestrzeni lat w kilku seriach produkcyjnych, różniących się szczegółami. Pierwsza partia 20 sztuk zbudowana została w latach 1897–1898 (Krauss, numery na kolei 2400–2419), druga partia 25 sztuk – w latach 1900–1901 (Maffei, numery 2420–2444). Trzecia i czwarta partia po 10 sztuk zostały zbudowane w 1902 roku odpowiednio przez Krauss i Maffei, a piąta partia 8 sztuk przez Krauss w 1904 roku (numery 2445–2472). Ogółem zbudowano 73 lokomotywy serii D II dla kolei bawarskich oraz dalsze 5 dla kolei rumuńskich CFR w 1900 roku (Maffei, początkowe numery CFR 106–109). 70 lokomotyw bawarskich zostało następnie przejętych przez koleje niemieckie DRG, gdzie otrzymały oznaczenie serii (Br) 896 (numery od 89 601 do 89 670).
W latach 1906–1907 dla kolei bawarskich Krauss wyprodukował dalsze 15 lokomotyw, oznaczonych według nowszego systemu jako seria R 3/3 (cyfry oznaczały liczbę osi napędnych i wszystkich osi). W 1913 roku dodatkowo zbudowano trzy sztuki, co podniosło ogólną liczbę lokomotyw do 91. Otrzymały one na kolejach bawarskich numery 2473–2490. Po przejęciu 17 sztuk przez koleje niemieckie, zostały oznaczone jako seria 897 (od 89 701 do 89 717).
Po I wojnie światowej fabryka Krauss wznowiła produkcję lokomotyw R 3/3 i w latach 1921–1923 zbudowała 90 sztuk (początkowe numery 4701–4790), później na kolejach niemieckich oznaczonych jako seria 898 (od 89 801 do 89 890).
Poza Niemcami i Polską, nieliczne lokomotywy dawnych bawarskich serii D II i R 3/3 używane były tylko w Austrii (seria ÖBB 789). Na kolejach oraz w przemyśle niemieckim służyły do przełomu lat 50. i 60. XX wieku.

## Służba w Polsce
Po I wojnie światowej na PKP znalazły się cztery lokomotywy serii D II i R 3/3, które otrzymały oznaczenie serii TKh101. Były to: TKh101-1 (dawna 2417 pierwszej serii), TKh101-2 (dawna 2425 drugiej serii), TKh101-3 (dawna 2461 czwartej serii) i TKh101-4 (dawna 2483 serii R 3/3).